# Dragovanščak
Dragovanščak je naseljeno mjesto u Republici Hrvatskoj u Zagrebačkoj županiji.

## Zemljopis
Administrativno je u sastavu Jastrebarskog. Naselje se proteže na površini od 1,56 km². 

## Stanovništvo
Prema popisu stanovništva iz 2001. godine Dragovanščak ima 120 stanovnika koji žive u 42 kućanstva. Gustoća naseljenosti iznosi 76,92 st./km².
| broj stanovnika | 106   | 112   | 138   | 154   | 190   | 190   | 216   | 244   | 242   | 244   | 244   | 193   | 159   | 181   | 120   | 101   | 66    |
|                 | 1857. | 1869. | 1880. | 1890. | 1900. | 1910. | 1921. | 1931. | 1948. | 1953. | 1961. | 1971. | 1981. | 1991. | 2001. | 2011. | 2021. |